# Maekawa Samio
Maekawa Samio (jap. 前川 佐美雄; * 5. Februar 1903; † 15. Juli 1990) war ein japanischer Lyriker.
Maekawa entstammte einer wohlhabenden Familie aus Nara. Während des Zweiten Weltkrieges trat er mit patriotischen Gedichten hervor. Nach dem Krieg, der auch den finanziellen Niedergang seiner Familie mit sich brachte, verstummte er mehrere Jahre als Autor. Ab 1953 veröffentlichte er wieder Tanka, die häufig humoristisch waren und seine Gabe zeigten, frische und durchschlagende Bilder zu finden.

## Quelle
- J. Thomas Rimer, Van C. Gessel: "The Columbia Anthology of Modern Japanese Literature: From 1945 to the present", Columbia University Press, 2007, ISBN 9780231138048, S. 446–47

| Personendaten    | Personendaten           |
| ---------------- | ----------------------- |
| NAME             | Maekawa, Samio          |
| ALTERNATIVNAMEN  | 前川 佐美雄 (japanisch) |
| KURZBESCHREIBUNG | japanischer Lyriker     |
| GEBURTSDATUM     | 5. Februar 1903         |
| STERBEDATUM      | 15. Juli 1990           |